# Аббема, Лео фон

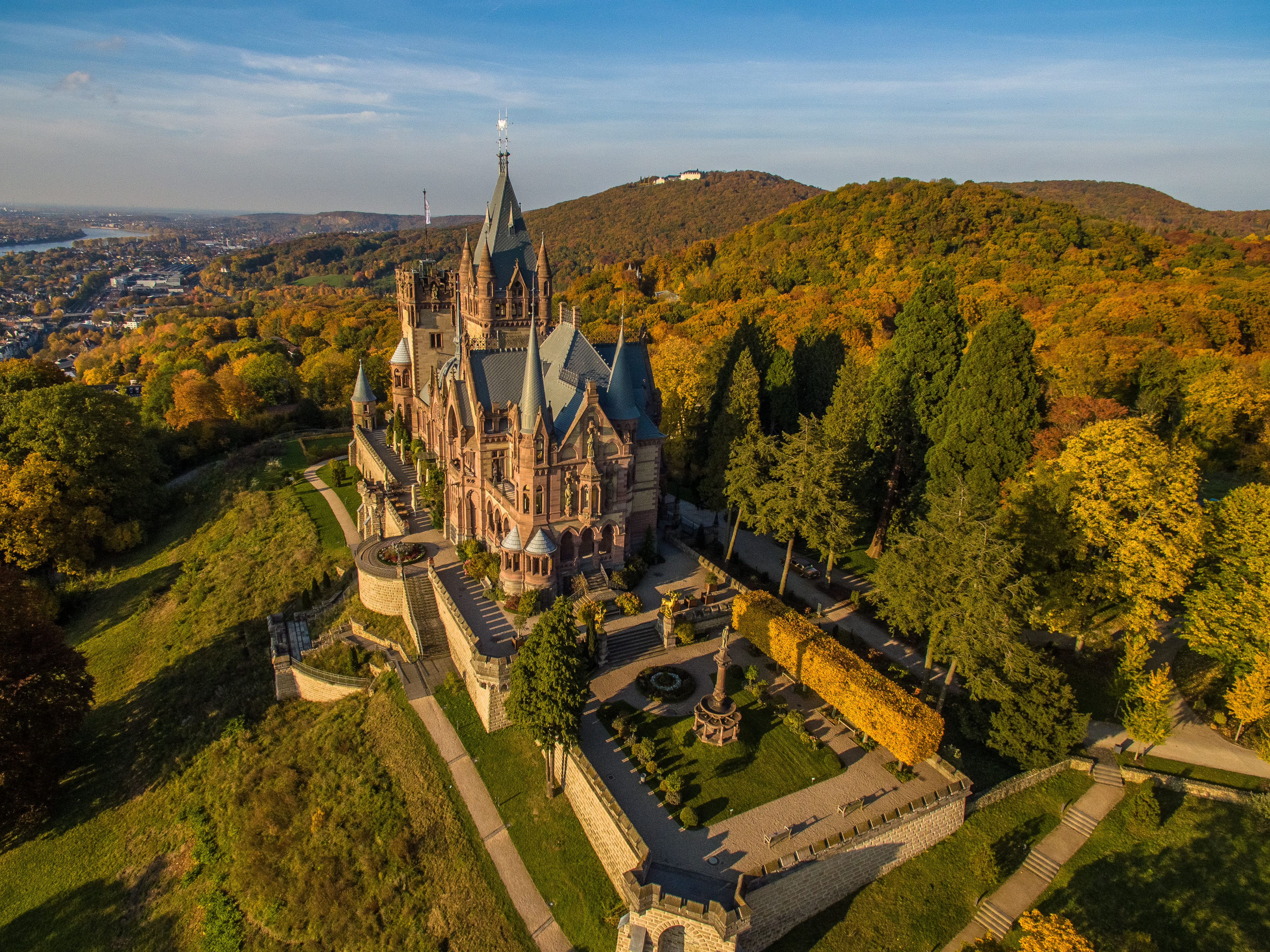
Замок Драхенбург в Семигорье над Рейном

Лео фон Аббема (нем. Leo von Abbema) (12 августа 1852 Дюссельдорф — 19 апреля 1929 Дюссельдорф) — немецкий архитектор, один из основателей дюссельдорфского архитектурного бюро Тюзхаус&фон Аббема (Tüshaus & von Abbema).

## Жизнь и деятельность
Лео фон Аббема, сын гравёра Вильгельма фон Аббемы (Wilhelm von Abbema), обучался с 1870 по 1875 год в ателье архитектора Августа Ринклаке (August Rincklake). В 1876 году он основывал общее архитектурное бюро с его шурином Бернхардом Тюзхаусом (Bernhard Tüshaus), специализировавшееся на проектировании сакральных и светских зданий в стиле историзма.
Один из его первых проектов был жилой дом на Аллее-штрассе, 26 в Дюссельдорфе (1878).
Наиболее крупные архитектурные проекты Лео фон Аббемы:
- замок Аренталь (Schloss Ahrenthal) (графа Шпе (Spee) у Зинцига (1880 год)[4];
- замок Драхенбург в Кёнигсвинтере (основной проект) (1892 год)[5];
- замок Эстерхази (Esterházy-kastély) (графа Миклоша Эстерхази) в Тата (Венгрия)[6].